# Ansamblul Catedralei Mitropolitane „Nașterea Domnului”. Porțile Sfinte și scuarul. Piața Marii Adunări Naționale
„Ansamblul Catedralei Mitropolitane «Nașterea Domnului». Porțile Sfinte și scuarul. Piața Marii Adunări Naționale” este denumirea sub care în Registrul monumentelor ocrotite de stat din Republica Moldova, la poziția 2, se regăsesc următoarele obiective din Chișinău, considerate colectiv un monument istoric și de arhitectură de însemnătate națională:
- Ansamblul Catedralei Mitropolitane „Nașterea Domnului” – datare 1830-1840
- Porțile Sfinte și scuarul – datare 1840
- Piața Marii Adunări Naționale – datare 1840